# Rainer Degen
Rainer Degen (* 27. März 1941 in Wuppertal; † 23. Juni 2010 in München) war ein deutscher Semitist und Epigraphiker, der insbesondere zu aramäischen Sprachen arbeitete. Er hatte von 1981 bis 2005 den Lehrstuhl für Semitistik der Ludwig-Maximilians-Universität München inne.
Rainer Degen legte das Abitur in Aachen ab. Er studierte semitische Sprachen, Altorientalistik und evangelische Theologie, zuletzt in Tübingen. Dort promovierte er 1967 bei Otto Rössler zum Thema Altaramäische Grammatik der Inschriften des 10.–8. Jahrhunderts v. Chr. Nach einem Studienaufenthalt an der Hebräischen Universität Jerusalem 1969–70 wurde er Assistent an Rösslers Lehrstuhl an der Philipps-Universität Marburg. 1973 ging Degen als Dozent an die Universität Pretoria in Südafrika. 1978/79 hatte er einen Forschungsaufenthalt am Orient-Institut Beirut, seine Arbeit wurde jedoch durch den Libanesischen Bürgerkrieg behindert. Degen wurde 1981 auf den Lehrstuhl für Semitistik der Ludwig-Maximilians-Universität München berufen. 2005 erfolgte seine Emeritierung.
Degen forschte insbesondere zu aramäischen Sprachen, sei es das Reichsaramäische, Palmyrenische oder Syrische. So arbeitete er etwa zu aramäischen Inschriften aus Hatra und befasste sich mit Übersetzungen von Werken der griechischen Ärzte Hippokrates und Galenos ins Syrische des frühen Mittelalters.

## Schriften
- Altaramäische Grammatik der Inschriften des 10. – 8. Jh. v. Chr. (= Abhandlungen für die Kunde des Morgenlandes 38, 3, ISSN 0567-4980). Deutsche Morgenländische Gesellschaft, Mainz 1969.
- Neue Ephemeris für semitische Epigraphik. 3 Bände. Harrassowitz, Wiesbaden 1972–1974, ZDB-ID 185293-0.